# Bisunpura
Bisunpura – gaun wikas samiti w zachodniej części Nepalu w strefie Lumbini w dystrykcie Rupandehi. Według nepalskiego spisu powszechnego z 2001 roku liczył on 1898 gospodarstw domowych i 12049 mieszkańców (5729 kobiet i 6320 mężczyzn).